# Iglesia de San Olaf (Jyväskylä)
La Iglesia de San Olaf (en finés: Pyhän Olavin kirkko) es un edificio religioso que está afiliado a la Iglesia católica y está situado en el distrito de Harju, municipio de Jyväskylä, en el país europeo de Finlandia. La iglesia fue terminada en Jyväskylä para que funcionara como la parroquia católica de San Olaf en 1962. La iglesia fue diseñada en el estilo de la época por el arquitecto Olavi Kivimaa. Se trató de que la iglesia de San Olaf tuviese una apariencia sencilla y austero. El resultado fue una iglesia Hormigón cuya fachada está revestida.
Fue construida como centro parroquial, operado por la hermanas católicas junto a  instalaciones escolares, residencia de estudiantes, rectoría y apartamentos. Antes de su finalización los feligreses de la iglesia usaron la capilla, pero era la iglesia se hizo pequeña. Hoy en día , la iglesia de San Olaf pertenece a la mayoría de los miembros de la iglesia en el centro y este de Finlandia, y tiene bajo su protección a un mínimo de 450 fieles. 